# 2009년 FIFA 컨페더레이션스컵 선수 명단
다음은 2009년 FIFA 컨페더레이션스컵에 참가한 선수 명단이다.